# Chydarteres octolineatus
Chydarteres octolineatus är en skalbaggsart som först beskrevs av Carl Peter Thunberg 1822.  Chydarteres octolineatus ingår i släktet Chydarteres och familjen långhorningar. Inga underarter finns listade i Catalogue of Life.